# Nanostrangalia torui
Nanostrangalia torui là một loài bọ cánh cứng trong họ Cerambycidae.